# Orimarga (Orimarga) distivenula
Orimarga (Orimarga) distivenula is een tweevleugelige uit de familie steltmuggen (Limoniidae). De soort komt voor in het Oriëntaals gebied.